# Mario Maria Jacopetti
Mario Maria Jacopetti (Napoli, 26 giugno 1908 – Sicilia, 11 aprile 1963) è stato un ingegnere elettrotecnico italiano.

## Biografia
Laureatosi in Ingegneria elettrotecnica a Napoli, dove fu allievo di Francesco Giordani, divenne prima professore (nel 1942) e successivamente Direttore dell’Istituto di elettrochimica della scuola di ingegneria di Napoli.
È stato uno dei massimi esperti italiani dei fenomeni di corrosione per correnti vaganti, prestando attività di esperto in diverse istituzioni italiane ed estere, quali la Federazione europea della corrosione, la National Association Corrosion Engineers, l'Association des Ingenieurs en Anticorrosion, la Farady Society, la Commissione corrosioni marine dei metalli del CNR, il Comitato tecnico del Registro italiano navale, il sottocomitato CEI per la corrosione, l’Accademia Pontaniana. Nel triennio 1959/61 fu presidente della sezione napoletana dell’Associazione Elettrotecnica Italiana (AEI).
Attento alle ricadute applicative delle sue ricerche, fu componente dei consigli di amministrazione di diversi enti e società, tra cui: l'ATAN (Azienda tranvie ed autofilovie napoletane), di cui fu Presidente in un periodo particolarmente difficile, l'Università di Napoli, la Società esercizi telefonici e la Società delle strade ferrate secondarie meridionali. Consulente della Cassa per il Mezzogiorno, provvide alla fondazione al suo interno del 'Centro controllo corrosioni', assicurandosi che raggiungesse un livello tecnico ed organizzativo in grado di competere con le organizzazioni simili, tanto nazionali quanto estere.
Partecipò, in qualità di esperto sulla corrosione, alla realizzazione dell'acquedotto sottomarino per Procida ed Ischia, l'acquedotto di Atene e l'acquedotto Lorenzo Marques in Africa.
Durante la seconda guerra mondiale, richiamato alle armi, prestò servizio nella Marina militare e fu membro della Commissione permanente degli esperimenti sui materiali da guerra.
Tragicamente deceduto a seguito di un incidente stradale in Sicilia, il suo operato è attualmente ricordato da un premio di laurea.